# Dicranota (Dicranota) cosymbacantha
Dicranota (Dicranota) cosymbacantha is een tweevleugelige uit de familie Pediciidae. De soort komt voor in het Oriëntaals gebied.